# Alexía Rotsidu
Alexía Rotsidu o Rotsidou (en griego Αλεξία Ροτσίδου) es una política, antigua deportista internacional y entrenadora de voleibol. Nació en Limassol (Chipre) el 12 de abril de 1966.

## Biografía
Nació en Limassol, tiene tres hermanos y estudió en Atenas, en una academia de gimnasia. Desde pequeña practicó atletismo y voleibol. Jugó en el AEL Limassol y en el Panathinaikós, terminado su carrera en el AEL Limassol. Comenzó su carrera como entrenadora en las juventudes del Panathinaikós. Ha participado activamente en la selección nacional de Chipre y ha ganado campeonatos y copas de Grecia y Chipre. Además, es miembro de la comisión «Deporte y mujer» del Organismo chipriota de Deportes. Ha ganado muchos premios, entre ellos el de 'Mejor jugadora chipriota de voleibol' en 1983.
En las elecciones al parlamento Chipriota de 2001 fue candidata por Limassol con el partido ADIK (en griego ΑΔΗΚ: Αγωνιστικό Δημοκρατικό Κίνημα).